# Брендивајнска река
Барандуин или Брендивајнска река је река у Средњој земљи из легендаријума Џ. Р. Р. Толкина. Дуга је 550 миља и четврта је река по дужини у Средњој земљи, иза Андуина, Келдуина и Сивотока.
Од извора у Ненуиалу у северном Ерјадору, река тече на исток око 60 mi (97 km), пре скретања на југ. Следећих 120 миља тече кроз најисточније делове Округа, чинећи његову источну границу. Једини део Округа источно од Барандуина је Бакленд, који се простире између реке и Старе Шуме. Најзначајнији прелази на територији Округа су Брендивајнски мост на Источном путу, Баклберијска скела и Газ Сарн у Јужној Четврти.
Обилазећи Стару Шуму на југу, река заокреће на југозапад, укрштајући се са старим путем код Газа Сарн и тече кроз северни део ненасељеног Миниријата, пре уливања у Велико Море.
Име Барандуин је синдаринска реч за „браон-златну реку“. Хобити Округа су му дали име Бранданин, што значи „гранична вода“ на хобитском дијалекту Вестрона. Ово је касније прешло у Бралдахим што значи „опојно пиво“ (односи се на боју воде). Толкин је на енглески то превео као Брендивајн или на српском Брендивино.
За Хобите Округа, Брендивајн је био граница између познатог и непознатог, и чак и они који су живели у Бакленду, на супротној обали, били су окарактерисани као „чудаци“.
Ниједна од притока Барандуина није описана осим неколико у Округу или близу њега:
- Вода — у централном Округу, долази са северозапада
- Витивиндл - долази из Старе Шуме